# 莫扎特号列车
莫扎特号（德語：Mozart）曾是欧洲一班国际列车所使用的名称，最初由德国联邦铁路自1954年起在法国斯特拉斯堡至奥地利萨尔茨堡间开行，其运行线路在十年后被延长为巴黎－维也纳，至2002年起又缩短为慕尼黑－维也纳，并最终在2009年由不命名的锐捷列车所取代。其命名源自18世纪的奥地利著名音乐家沃尔夫冈·阿马德乌斯·莫扎特，他与列车途经的多座城市均有所关联。莫扎特号曾先后被纳入长途列车、长途快车及欧城列车等类别，在数十年的运营生涯中，它一直是巴黎至维也纳间除夜行班次东方快车外最重要的日班列车服务。

## 历史
第二次世界大战结束后，在巴黎及维也纳间建立日常列车服务的计划最早由德国的“列车运行图之父”理查德·奥特马（Richard Ottmar）率先提出（p. 194）。德国联邦铁路迅速响应了这一计划，其认为在逐渐消除了战争造成的破坏后，制定出所需相应的时刻表是可行的。然而，该计划在最初却无法获得法国国家铁路及奥地利联邦铁路的批准，甚至在巴黎至慕尼黑间设置联运车厢的建议也被否决（p. 125）。
因此在1954年夏季运行图中，德国联邦铁路只得将莫扎特号用于开行斯特拉斯堡－萨尔茨堡间的列车服务。这是一班仅搭载二等车厢的长途列车（F）类别，它在斯特拉斯堡可以接驳前往巴黎的快速列车，但在编组中加挂联运车厢直通巴黎的建议仍然遭到法国国家铁路的否决。莫扎特号此时是在午后从斯特拉斯堡发车、傍晚抵达萨尔茨堡；反方向则是午前从萨尔茨堡发车，下午抵达斯特拉斯堡。“莫扎特号”的名称则是沿用自二战结束后不久、由美国占领区当局在维也纳－萨尔茨堡－慕尼黑间开行的一班快速列车所使用的名称。后者于维也纳市内并不停靠维也纳西站，而是设于维也纳弗朗茨-约瑟夫车站，这也是美军在维也纳管理局的所在地（p. 175）。
在1955年的冬季运行图中，列车取消了萨尔茨堡－慕尼黑的运行区间。一年后，作为欧洲车厢等级改革的一部分，莫扎特号的编组自1956年6月3日起被归类为全一等车厢。自此其最初仅提供西行服务，同年稍后又恢复前往萨尔茨堡，但1958年又再次缩短至慕尼黑始发及终到。至1961年，列车终于加挂了德国联邦铁路一直期望的、由巴黎到发的联运车厢。尽管联运车厢会前往萨尔茨堡，但莫扎特号在名义上仍然仅于斯特拉斯堡－慕尼黑间运行。1962年，列车又开始加挂维也纳－斯特拉斯堡的联运车厢。这也导致了一种特殊的情况：虽然事实上由巴黎至维也纳在可以经由同一列火车在当天内实现连接，但在斯特拉斯堡－慕尼黑间若有乘客想要利用这项连接，则必须在列车内部更换其所乘坐的车厢。1963年，莫扎特号在德国境内变更为德国快速列车类别，在法国境内则使用法国快速列车类别。
一年后，莫扎特号由巴黎－维也纳的联运车厢服务在1964年发展成了直通列车服务。列车由巴黎东站出发，途经南锡、斯特拉斯堡、卡尔斯鲁厄、斯图加特、慕尼黑、萨尔茨堡和林茨，最后抵达维也纳西站，全程的运行时间为14小时40分；在相反方向的耗时则多13分钟。随着长途快车类别在1983年的重新引入，莫扎特号也被纳入此类别。但与此前不同的是，长途快车类别在这一时期几乎涵盖了所有从德国北部或鲁尔区至德国南部及奥地利度假胜地的列车服务。有时莫扎特号还会搭载由萨尔茨堡－波尔特沃的联运车厢。
1987年，欧洲的铁路管理当局创立了欧城列车类别，并以此取代原全欧快车类别，成为最高品质的国际列车服务。然而，莫扎特号直至1989年才被纳入欧城列车。与此同时，奥地利联邦铁路开始为它配备全新带有空调的Eurofima型车厢。至1992年，列车由巴黎至维也纳的全程运行时间仅需13小时13分，相反方向的耗时则更少3分钟。自1991年起，列车还搭载有往返于巴黎－格拉茨间的联运车厢。
在2002年12月的运行图调整中，连接巴黎－维也纳的直通列车服务被撤销。莫扎特号的名称又开始运用于慕尼黑－维也纳间的一班欧城列车当中，直至后者在2009年被替换为不命名的锐捷列车班次。巴黎－慕尼黑间的欧城列车服务则是在法国高速铁路东线于2007年投入运营后，被新开行的法国高速列车所取代。

## 线路

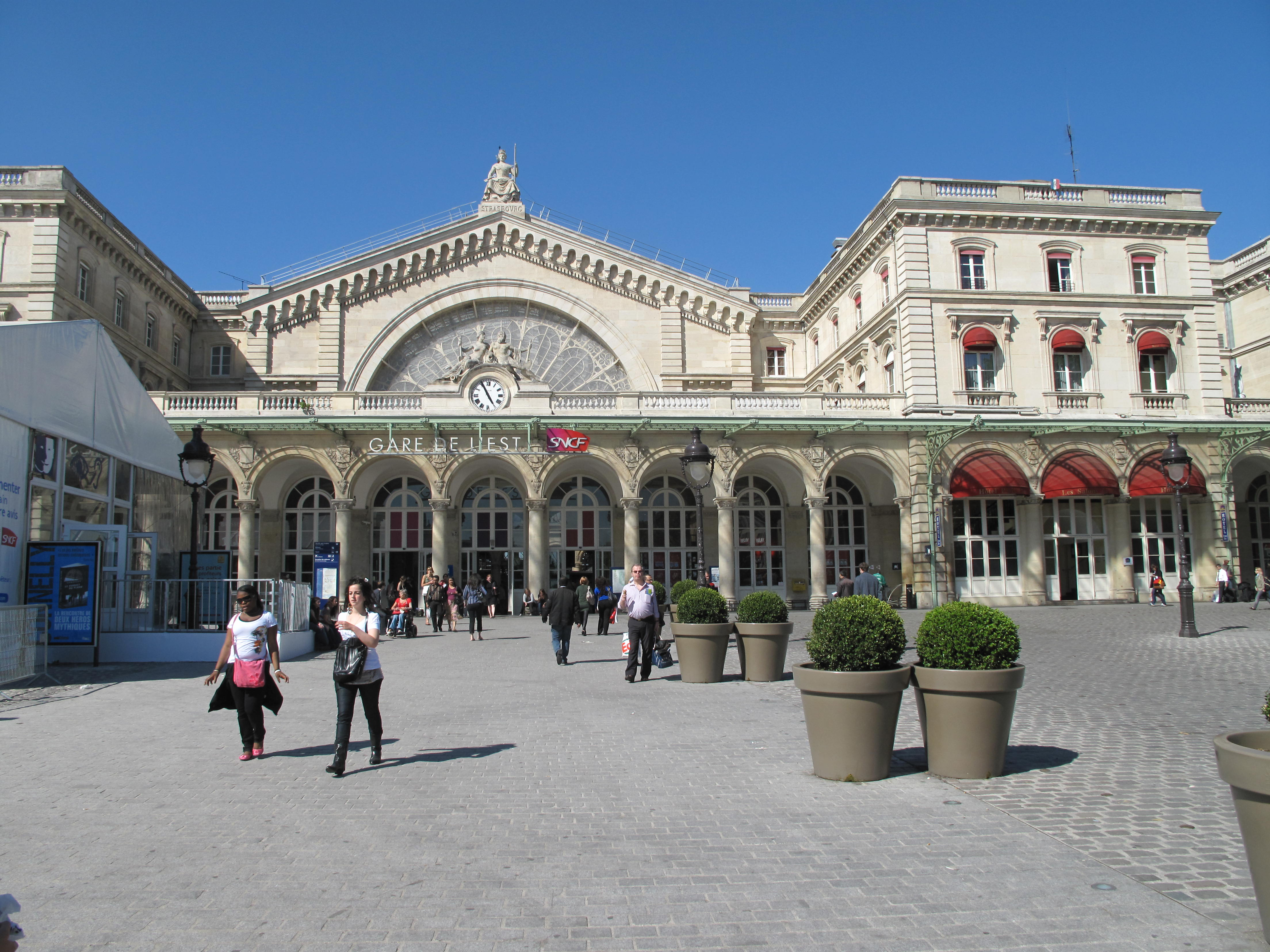
巴黎东站

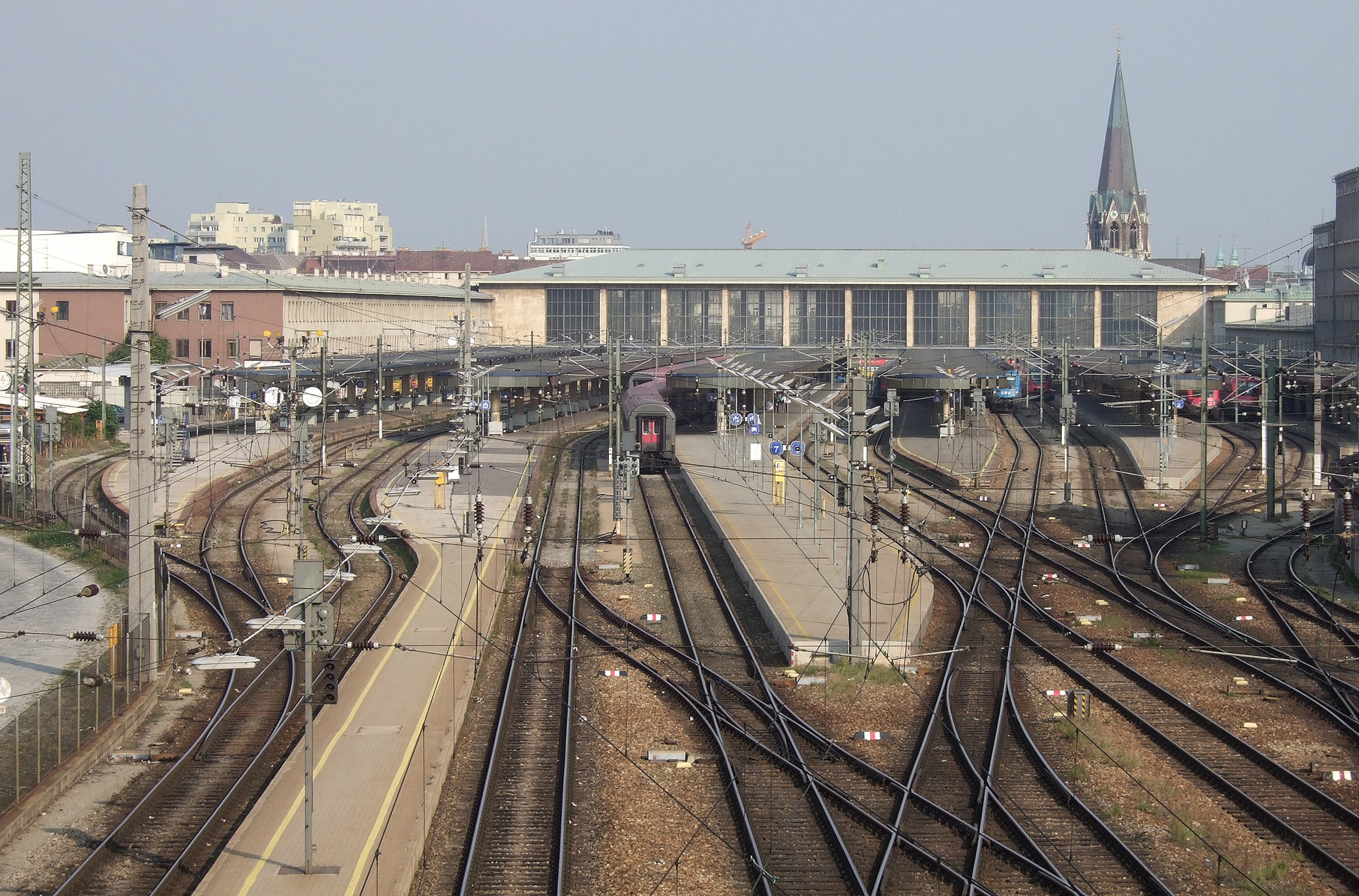
维也纳西站

莫扎特号的东行班次由巴黎东站发车，行经整条巴黎－斯特拉斯堡铁路，沿途仅停靠南锡一站。从斯特拉斯堡开始，列车开始穿越莱茵河，并继续通过边境进入德国，在即将来到莱茵河谷铁路前，会转北抵达卡尔斯鲁厄。此后，列车向西驶往斯图加特，最初它是经由普福尔茨海姆运行，但自2002年起，它会继续向北来到布鲁赫萨尔，再向南急转驶入曼海姆－斯图加特高速铁路。
斯图加特中央车站是一座尽头式车站，因此莫扎特号会在此换向，再穿越盖斯林根阶梯的西部驶往慕尼黑，并在沿途停靠乌尔姆及奥格斯堡等站。列车在慕尼黑中央车站需要再次换向，进而驶入慕尼黑－罗森海姆铁路东行。在不停站通过罗森海姆后，列车继续沿罗森海姆－萨尔茨堡铁路东行，在通过边境进入奥地利后抵达萨尔茨堡。这时列车搭载的2-3节联运车厢会在此解编，并附挂至其它列车分别前往格拉茨。莫扎特号则从萨尔茨堡开始，行经整条奥地利西部铁路，最终抵达维也纳西站。
| 69次 | 69次  | 停靠站       | 68次  | 68次 |
| 里程 | 时刻  | 停靠站       | 时刻  | 里程 |
| ---- | ----- | ------------ | ----- | ---- |
| 0    | 07:52 | 巴黎         | 22:10 | 1375 |
| 352  | 10:31 | 南锡         | 19:33 | 1023 |
| 502  | 11:57 | 斯特拉斯堡   | 18:20 | 873  |
| 510  | 12:11 | 凯尔         | 17:54 | 865  |
| 555  | 12:37 | 巴登-巴登    | 17:21 | 820  |
| 587  | 13:05 | 卡尔斯鲁厄   | 17:02 | 788  |
| 609  | 13:27 | 普福尔茨海姆 | 16:27 | 766  |
| 667  | 14:12 | 斯图加特     | 15:45 | 708  |
| 761  | 15:09 | 乌尔姆       | 14:42 | 614  |
| 847  | 15:53 | 奥格斯堡     | 13:57 | 528  |
| 909  | 16:38 | 慕尼黑       | 13:23 | 466  |
| 1063 | 18:15 | 萨尔茨堡     | 11:42 | 312  |
| 1187 | 19:29 | 林茨         | 10:24 | 188  |
| 1375 | 21:20 | 维也纳       | 08:38 | 0    |

| 69次 | 69次  | 停靠站   | 68次  | 68次 |
| 里程 | 时刻  | 停靠站   | 时刻  | 里程 |
| ---- | ----- | -------- | ----- | ---- |
| 0    | 15:26 | 慕尼黑   | 12:31 | 466  |
| 154  | 17:00 | 萨尔茨堡 | 11:03 | 312  |
| 278  | 18:06 | 林茨     | 09:53 | 188  |
| 466  | 19:35 | 维也纳   | 08:22 | 0    |

## 使用车辆

### 客车车厢

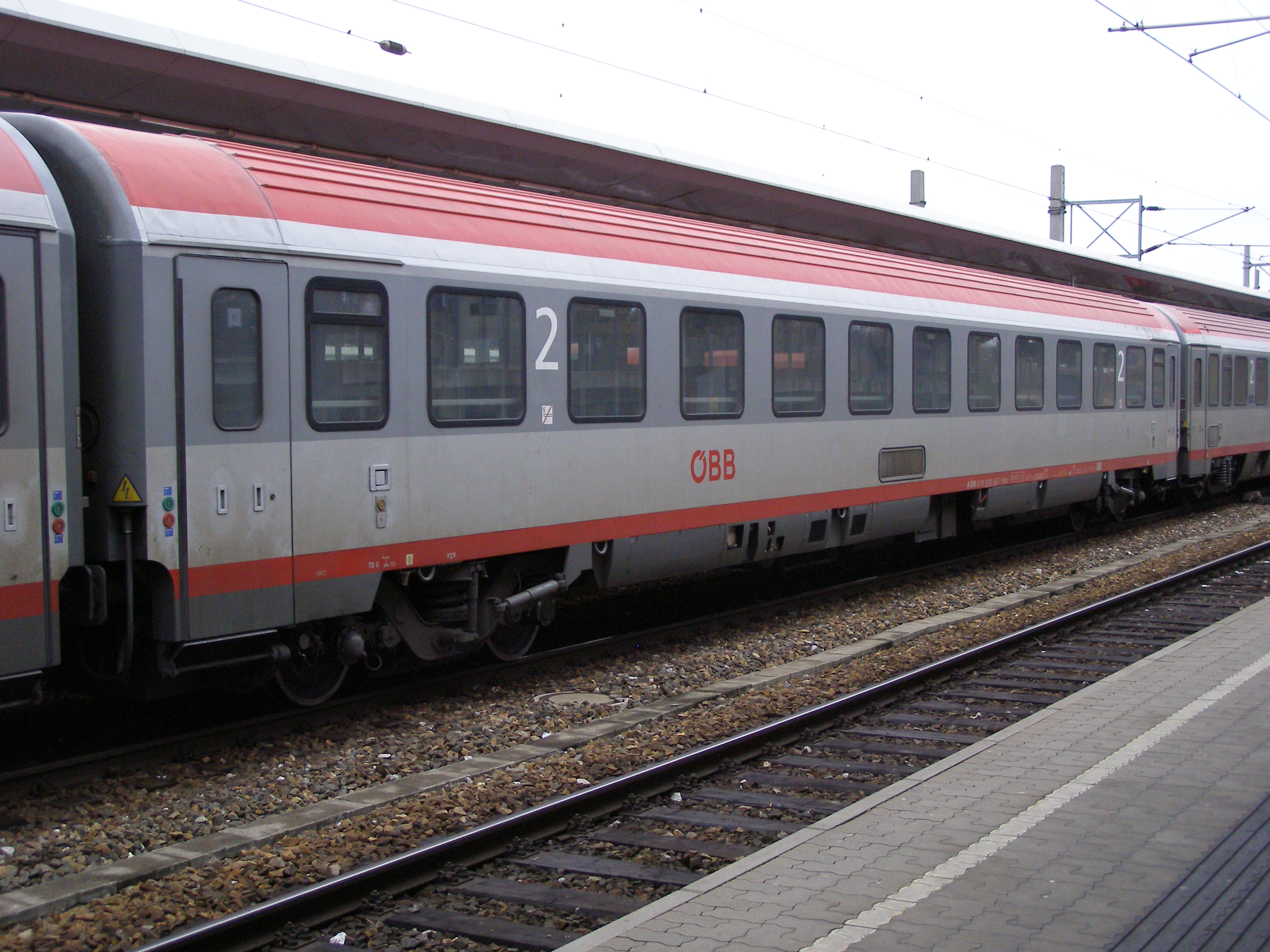
奥地利的Eurofima型车厢

在投入运营的第一年，莫扎特号所使用的车辆由德国联邦铁路独家提供。其编组包括蓝色的二等（自1956年起归类为一等）快速列车车厢，主要为战前生产的型号。然而，由于客流需求不足，列车编组有时仅由1节半餐车和1节隔间座车组成（p. 126）。1958年，当列车转变为搭载两舱等级的长途列车后，其使用的车辆又更换为德国联邦铁路的UIC-X型车厢。在随后的岁月里，莫扎特号还陆续搭载有法国国家铁路及瑞士联邦铁路的联运车厢。
在列车延长为巴黎－维也纳间运行后，至1971年以前，其餐车服务均由国际卧铺车公司提供；此后则由各国家铁路提供车厢在各自境内接管，其中法国及奥地利车厢由国际卧铺车公司提供，德国车厢由德国餐车及卧铺车公司提供，自1994年起又更换为米罗巴公司。
随着莫扎特号在1989年转变为欧城列车类别，其编组也改为使用奥地利联邦铁路提供的带有空调设施的Eurofima型车厢。在随后的几年中，列车也会搭载德国铁路的城际列车车厢和法国国家铁路的科瑞车厢。

### 牵引机车

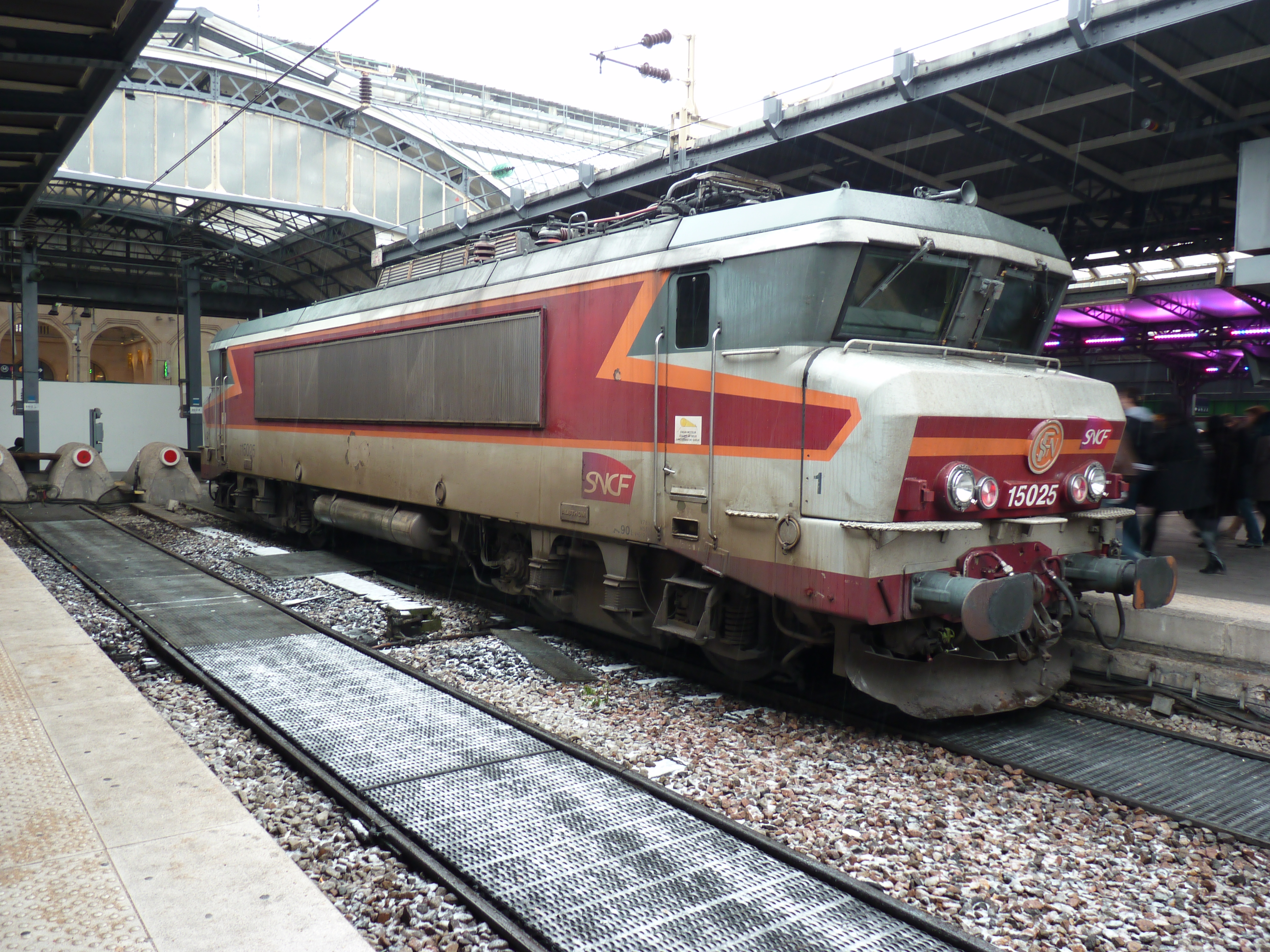
法国BB 15000型电力机车

莫扎特号在开行初期的运行线路大部分已实现电气化，列车只有第一年在斯特拉斯堡－斯图加特区间仍使用蒸汽机车牵引，担当本务的通常是39型蒸汽机车。斯图加特以东则使用原德意志国铁路的E18型电力机车和E17型电力机车。慕尼黑－萨尔茨堡的牵引任务则主要由E16型电力机车完成。随着电气化铁路的范围逐渐扩大，蒸汽机车的担当份额开始逐渐减少。不同动力的机车换挂最初由斯图加特缩短至米尔阿克进行，至1958年，德国联邦铁路辖下的路段已全部实现电气化。此时的牵引本务机已更换为新造的德国联邦铁路E10型电力机车。
1964年，E10型电力机车机车的牵引范围被延伸至莫扎特号在德国的全部路段，直至1970年代才被新造的103型电力机车和111型电力机车所取代。而随着德国联邦铁路的双电压制式181型电力机车在1975年引入，斯特拉斯堡－斯图加特区间以往需要在边境车站凱爾进行机车换挂的工作可以得到豁免。德国铁路在斯图加特－慕尼黑区间为莫扎特号最终设置的牵引本务是101型电力机车，它一直使用至列车2002年撤销。
慕尼黑－萨尔茨堡区间的牵引本务偶尔会由德国铁路及奥地利联邦铁路的机车交替担当。几十年来，奥地利联邦铁路使用的机车主要为1042型电力机车或1044型电力机车，并在最终被1116型电力机车所取代。然而，在莫扎特号于1964年延长至维也纳始发/终到之初，其所使用的牵引本务却是4061型电力机车。
自1964年起，巴黎-斯特拉斯堡铁路已完成架空电缆的铺设，法国国家铁路在这一路段为莫扎特号配备的牵引本务是BB 16500型电力机车，其在列车结束运营前最终使用的牵引本务则是BB 15000型电力机车。

### 書籍
- Angermüller, Rudolph. . Königshausen u. Neumann. 2005. ISBN 3826032586 （德语）.
- Stöckl, Fritz. . Darmstadt: Carl Röhrig Verlag. 1958. ISBN 9806313208 （德语）.
- Goette, Peter. . Freiburg: EK Verlag. 2010. ISBN 978-3-88255-729-9 （德语）.
- DB. . Frankfurt: Deutsche Bundesbahn. 1971 （德语）.